# Snowman (chanson)
Pour les articles homonymes, voir Snowman.
Snowman est une chanson de Sia sortie le 9 novembre 2017, en tant que deuxième single du huitième album studio de Sia, Everyday Is Christmas. Un clip vidéo réalisé en claymation est sorti le 30 octobre 2020. Une deuxième partie du clip est publiée le 22 décembre 2022.
La chanson Snowman est bien accueillie par la critique, certains la considérant comme le meilleur single de l'album Everyday Is Christmas. La chanson connaît un pic de popularité en novembre 2020 sur TikTok, et est depuis qualifiée de « classique de Noël des temps modernes ».

## Composition
Snowman est écrit par Sia et son collaborateur fréquent Greg Kurstin. Écrite dans la tonalité de Ré bémol majeur, la voix de Sia s'étend de F3 à G♭4. La production de la piste est prise en charge uniquement par Kurstin,. La chanson est une ballade midtempo, inspirée des années 60, au piano, croustillante et chaloupée sur laquelle la voix de Sia, décrite comme « calme mais énergique » par mxdwn, dit à un bonhomme de neige de ne pas pleurer car il va fondre,. Le morceau dure 2 minutes et 45 secondes.

## Sortie et promotion
La chanson est annoncée sur les comptes de médias sociaux de Sia le 7 novembre 2017, et est publiée pour le téléchargement numérique et le streaming le 9 novembre 2017 en tant que deuxième single de l'album Everyday Is Christmas,. Sia interprète Snowman sur The Ellen DeGeneres Show, et lors de la finale de la quinzième saison de la série de télé-réalité américaine The Voice.
En décembre 2020, un défi autour de la chanson sur l'application de partage de vidéos TikTok connaît une forte hausse de popularité et devient une tendance. Le défi voit les utilisateurs de TikTok tenter de chanter une partie de la chanson, d'une durée de quarante secondes, en une seule respiration. Sia publie ensuite un « Snowed In & Slowed Down Remix » de la chanson, qui figure ensuite sur l'édition Snowman Deluxe de Everyday is Christmas le 5 novembre 2021. En outre, une version accélérée est incluse sur la réédition de l'album en 2022.

## Réception
Slant Magazine décrit la chanson comme une « ode intelligente à la romance éphémère ». Slate la désigne comme la meilleure chanson de Everyday Is Christmas, notant qu'elle « [prend] quelque chose que nous associons à l'hiver et [l'applique] à un thème universel ». Le New Musical Express commente que la version remixée par TikTok de la chanson « opte pour un tempo plus aéré que l'original, avec Sia changeant la tonalité de la chanson à mi-chemin pour un effet supplémentaire ».
La chanson est également incluse dans les listes des meilleures chansons de Noël de tous les temps publiées par The Athletic, Esquire, Cosmopolitan, et est décrite par Billboard en 2022 comme un « classique saisonnier moderne ».

## Reprises
Le 24 décembre 2023, North West chante Snowman avec Sia.
Le 19 décembre 2021, Mina Myoui, membre du girl group sud-coréen Twice, publie une reprise de la chanson.
Le 23 décembre 2023, Kim Jennie, membre du girl group sud-coréen Blackpink, publie une reprise de la chanson.

## Performance commerciale
Lors de sa sortie initiale en 2017, Snowman fait ses débuts et atteint un pic à la troisième place du classement Billboard Holiday Digital Songs Sales daté du 2 décembre 2017. Depuis sa montée en popularité en 2020, le titre atteint le top 10 de divers marchés, notamment l'Allemagne, la Suisse, les Pays-Bas et la Suède. Il atteint également le top 20 en Australie et au Canada, entre autres, et culmine à la 15e place du Billboard Global 200 en 2023 En 2021, il atteint la première place du Finnish Singles Chart, devenant le premier succès de Sia dans le pays. La même année, il a été en tête du Norwegian Singles Chart pendant deux semaines et revient à la première place en 2022 et en 2023.
En décembre 2022, Snowman est l'une des 10 chansons de Noël les plus écoutées de tous les temps sur la plateforme de streaming Spotify.